# Norwich City Football Club
Il Norwich City Football Club (pron. ˈnɒrɪdʒ ˈsɪti), meglio noto come Norwich City, o più semplicemente Norwich, è una società calcistica inglese con sede nella città di Norwich. Milita in Championship, seconda divisione del campionato inglese di calcio.
Fondato nel 1902, il club fu promosso per la prima volta nella First Division al termine della stagione 1971-1972. Da quel momento ha giocato 21 stagioni nella massima divisione inglese. Il numero massimo di stagioni consecutive giocate in massima serie è 9. Nella sua storia ha vinto 2 Coppe di Lega inglesi, nel 1961-1962 e nel 1984-1985, mentre il miglior piazzamento in massima serie è il terzo posto raggiunto nel 1992-1993.
Dal 1935 la squadra gioca le proprie partite casalinghe al Carrow Road. Vive una lunga e agguerrita rivalità con i vicini dell'Ipswich Town, con i quali disputa l'East Anglian derby.

## Storia

### Esordi (1902-1933)

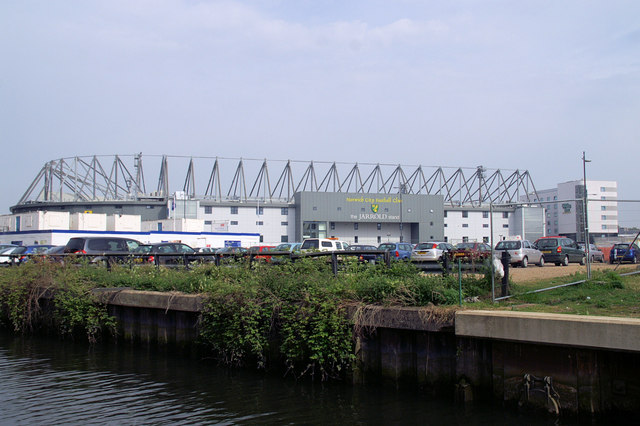
Carrow Road, costruito in soli 82 giorni, è la casa del Norwich dal 1935.

Il Norwich City F.C. fu fondato dopo un incontro al Criterion Cafe di Norwich il 17 giugno 1902. La prima partita la disputò contro l'Harwich & Parkeston a Newmarket Road il 6 settembre seguente. Per la stagione 1902-1903 il club si affiliò alla Norfolk & Suffolk, ma nel 1905 fu estromesso dal torneo dalla federcalcio inglese e ammesso nella Southern League. Il sostegno del pubblico si fece sempre più numeroso, così il club dovette abbandonare Newmarket Road nel 1908 per spostarsi al The Nest ("il nido"), una cava di gesso in disuso. Il nomignolo originario dato ai giocatori della squadra era  Citizens ("cittadini"), anche se nel 1907 era ormai stato sostituito da Canaries ("canarini"), dato che il proprietario del sodalizio, un allevatore di canarini, decise di dare questo soprannome ai giocatori della squadra, che iniziarono a vestire il verde e il giallo. Durante la prima guerra mondiale, con la sospensione dell'attività calcistica e oberato dai debiti, il club andò in liquidazione volontaria il 10 dicembre 1917.
La squadra fu rifondata il 15 febbraio 1919 per opera di Charles Frederick Watling, futuro sindaco di Norwich e padre del futuro presidente del club Geoffrey Watling. Quando, nel maggio 1920, la Football League istituì il campionato di terza divisione, il Norwich si iscrisse alla Third Division per la stagione seguente. L'esordio avvenne contro il Plymouth il 28 agosto 1920 e finì in parità (1-1). Il decennio che va dal 1920 al 1930 fu mediocre: la squadra non andò mai oltre l'ottavo posto e non scese mai sotto il diciottesimo. Il decennio successivo fu, invece, più gratificante: la compagine di Norwich ottenne una vittoria da record, per 10-2, contro il Coventry City e la promozione in Second Division al termine della stagione 1933-1934, in cui vinse il campionato di terza serie sotto la guida dell'allenatore Tom Parker.

### Trasferimento a Carrow Road e semifinale di FA Cup (1934-1959)
Con un seguito di tifosi sempre crescente, e dato che la Football Association, la federcalcio inglese, sollevava dubbi sulle condizioni di sicurezza dell'impianto The Nest, il club considerò dapprima l'ipotesi di rinnovare lo stadio esistente, salvo poi decidere di trasferirsi a Carrow Road. Il 31 agosto 1935 si tenne il primo match nel nuovo impianto, contro il West Ham Utd, incontro vinto per 4-3 dal Norwich, con un'affluenza record di 29 779 spettatori, la maggiore per la squadra gialloverde sino a quel momento. Nella stagione seguente il re Giorgio VI fece visita a Carrow Road, il 29 ottobre 1938. La squadra retrocesse in Third Division al termine dell'annata. Nella stagione seguente il campionato fu sospeso per via dello scoppio della seconda guerra mondiale; non sarebbe stato ripristinato prima della stagione 1946-1947. Il Norwich finì questa e la stagione seguente al 21º posto, risultati che costrinsero il club a richiedere nuovamente l'iscrizione al campionato. Sotto la guida del tecnico Norman Low, il Norwich sfiorò la promozione nei primi anni '50, ma, dopo il ritorno in panchina Tom Parker, si piazzò ultimo in terza serie nel 1956-1957.
Nel 1958-1959 raggiunse la semifinale di FA Cup, impresa ragguardevole per una squadra di Third Division, dopo aver eliminato squadre di massima serie come il Tottenham e Manchester Utd di Matt Busby.

### Gloria in Coppa di Lega e militanza in First Division (1959-1973)
Nel 1959-1960 il Norwich ottenne la promozione in Second Division grazie al secondo posto dietro al Southampton e nel 1960-1961, da neopromossa, riuscì a piazzarsi quarta in seconda serie. Nel 1962 Ron Ashman guidò il Norwich alla vittoria del primo trofeo, vincendo la Coppa di Lega grazie al 4-0 inflitto nella doppia finale al Rochdale.
Il sesto posto in campionato fu il miglior piazzamento del club in Second Division negli anni '60. Fu poi grazie alla vittoria della Second Division del 1971-1972 sotto la guida di Ron Saunders che il Norwich City raggiunse per la prima volta l'agognata massima categoria. L'esordio dei canarini a Wembley risale al 1973, nella finale di Coppa di Lega persa per 1-0 contro il Tottenham.

### L'epoca John Bond (1973-1980)
La retrocessione in Second Division del 1974 chiuse il primo biennio in massima serie del Norwich, che aveva salutato Saunders per ingaggiare John Bond. Il nuovo tecnico, seppur retrocesso, fu confermato alla guida della squadra e questa fiducia fu ripagata dalla vittoria del campionato di seconda serie, che valse l'immediato ritorno in First Division. Il Norwich fece un'altra visita a Wembley per un'altra finale di Coppa di Lega, persa contro l'Aston Villa per 1-0 nel 1974-1975.

### Promozione, medaglia d'argento e altri cammini in coppa (1980-1992)
Nell'autunno del 1980 Bond lasciò la squadra per accasarsi al Manchester City. Sei mesi dopo i canarini retrocessero in seconda serie, ma tornarono in First Division l'anno dopo, finendo terzi sotto la guida di Ken Brown. Il Norwich concluse anche uno dei primi affari multimilionari del campionato inglese, cedendo Justin Fashanu al Nottingham Forest nell'agosto del 1981.
La stagione 1984-1985 fu in charoscuro: Ken Brown guidò i suoi alla finale di Coppa di Lega a Wembley, dopo aver superato in semifinale gli arcirivali dell'Ipswich Town. In finale il Norwich si impose per 1-0 sul Sunderland, ma in campionato ambo le squadre retrocessero in seconda divisione. Il Norwich divenne così il primo club inglese a vincere un trofeo maggiore nell'anno della retrocessione in campionato, fatto eguagliato solo dal Birmingham City 26 anni dopo. I canarini dovettero, tuttavia, rinunciare alla disputa delle coppe europee, cui avevano diritto dopo quella vittoria, a causa del bando imposto dalla FIFA ai club inglesi dopo la strage dell'Heysel.
Vincendo il campionato di Second Division nel 1985-1986, la squadra tornò subito in massima serie. Fu l'inizio di un periodo di soddisfazioni per la squadra, capace di disputare nove stagioni di fila nella massima categoria del calcio inglese. Nel 1988-1989 il club avrebbe potuto qualificarsi alle coppe europee se non fosse stato in vigore il bando summenzionato. Sono da segnalare inoltre le semifinali di FA Cup raggiunte nel 1988-1989 e nel 1991-1992.

### Successo all'esordio in Premier League (1992-1995)
Risale al 1992-1993, stagione inaugurale della Premier League, il miglior piazzamento nella storia del Norwich in massima serie, il terzo posto. Il Norwich, autentica sorpresa del campionato, fu financo in lotta per il titolo, per poi accusare un calo nelle ultime giornate. Il capocannoniere della squadra fu Mark Robins, prelevato dal Manchester United nell'estate del 1992. La squadra partecipò alla Coppa UEFA 1993-1994, dove eliminò Vitesse e Bayern Monaco (il Norwich fu la prima inglese a vincere all'Olympiastadion), prima di essere estromessa agli ottavi di finale dall'Inter poi vincitrice del trofeo. Mike Walker lasciò il Norwich nel gennaio 1994 per assumere la guida dell'Everton e fu rimpiazzato da John Deehan, che chiuse al 12º posto il campionato nel 1993-1994. La stagione seguente, malgrado la cessione del bomber Chris Sutton al Blackburn Rovers per la cifra record di 5 milioni di sterline, iniziò bene: prima della sosta natalizia la squadra era al settimo posto. Ciononostante i canarini poi vinsero solo una delle restanti venti partite di Premier League, precipitando in seconda serie a causa del 20º posto e chiudendo così una militanza di nove anni ininterrotti in massima categoria.

### Gli anni in seconda serie (1995-2003)
Poco prima della caduta in seconda serie, Deehan si dimise e fu sostituito dal suo vice Gary Megson, rimpiazzato a fine stagione, nell'estate del 1995, da Martin O'Neill, che aveva condotto il Wycombe dalla Conference alla Second Division con due promozioni consecutive. Dopo soli sei mesi di gestione il tecnico rassegnò le proprie dimissioni in polemica con il presidente Robert Chase, con cui vi erano divergenze di vedute su come rinforzare la squadra. Chase lasciò poco dopo, contestato dai tifosi che gli attribuivano la colpa della retrocessione a causa delle cessioni illustri. Le sue quote furono rilevate da Geoffrey Watling.

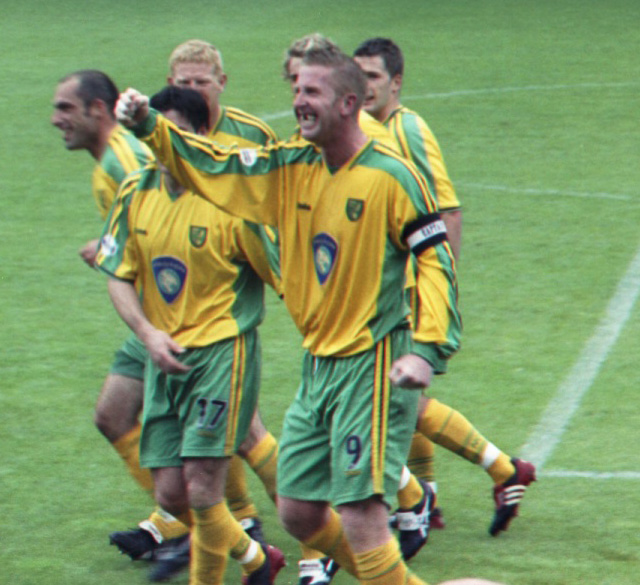
Iwan Roberts, autore di 84 gol con il Norwich dal 1997 al 2004.

Nel 1996 la maggior parte delle azioni del club fu acquistata dalla cuoca Delia Smith, noto personaggio televisivo, e dal marito Michael Wynn-Jones. L'allenatore divenne di nuovo Mike Walker, esonerato due stagioni dopo, con il Norwich a metà classifica in Division One. Nigel Worthington, nel dicembre 2000, assunse le redini di una squadra che usciva con le ossa rotte dalle gestioni di Bruce Rioch e Bryan Hamilton. Egli era già nello staff tecnico durante la gestione di Hamilton, dimessosi con la squadra al 20º posto in First Division e a serio rischio retrocessione, la prima in terza serie dagli anni '60. Worthington evitò il peggio e, l'anno dopo, condusse i suoi alla finale dei play-off per la promozione in Premier League al Millennium Stadium di Cardiff, persa contro il Birmingham City solo ai tiri di rigore.

### Fugace ritorno in Premier League e altri anni in seconda serie (2003-2009)

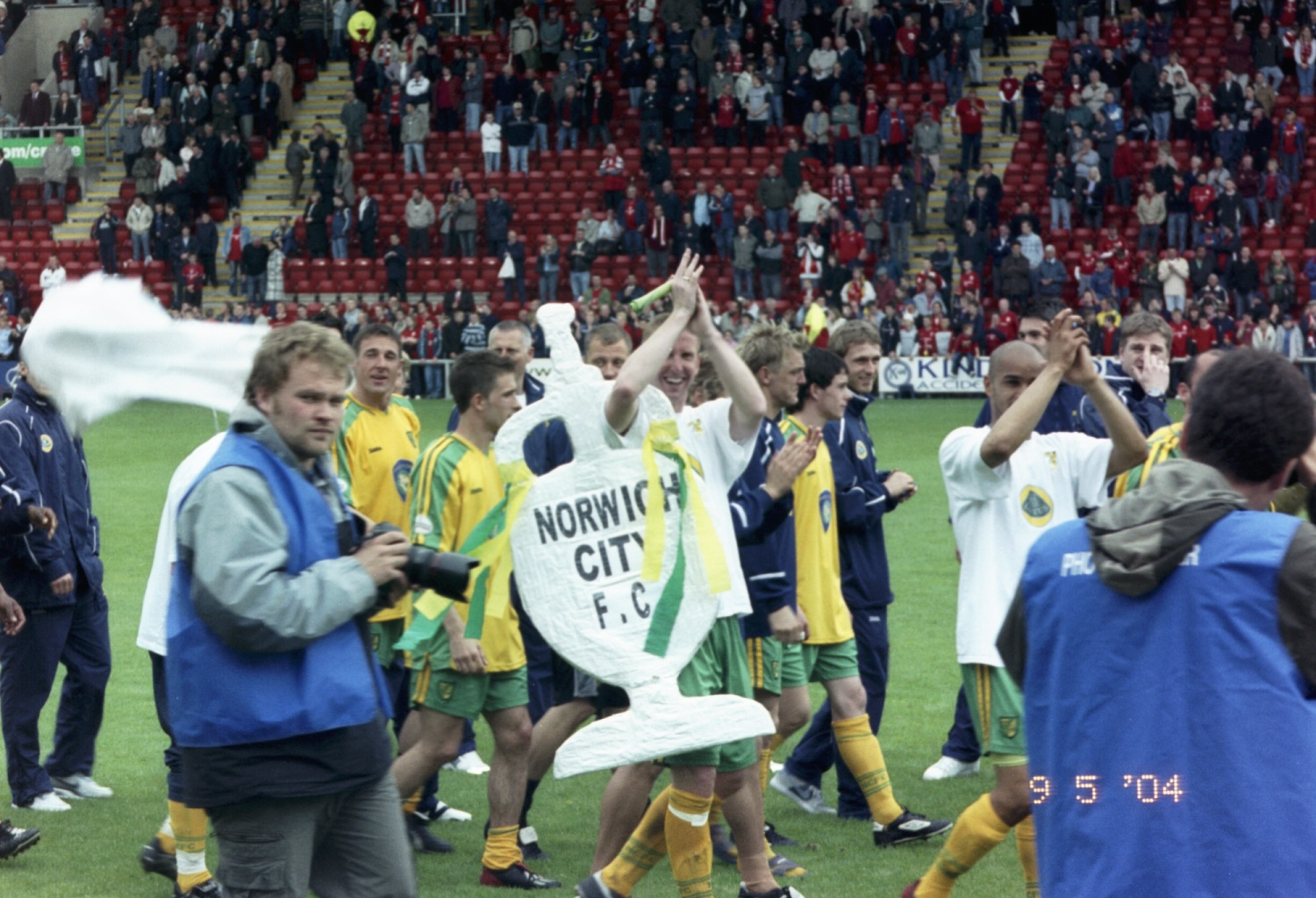
Calciatori del Norwich in trionfo dopo la vittoria del campionato di seconda serie nel 2003-2004.

Nel 2003-2004 la squadra vinse per la prima volta il campionato di seconda serie, con ben otto punti di distacco dal West Bromwich secondo, tornando così in massima serie dopo nove anni. L'annata 2004-2005 in Premier League fu di sofferenza: malgrado la vittoria per 2-0 contro il Manchester United verso la fine della stagione, il 6-0 subito in casa del Fulham all'ultima giornata volle dire retrocessione per i canarini, per un solo punto.
Il club si piazzò nono nel campionato di seconda serie 2005-2006, poi iniziò male il torneo successivo, tanto che Nigel Worthington fu esonerato nell'ottobre 2006, dopo il 4-1 inflittogli dal Burnley. Gli successe Peter Grant, ex calciatore del Norwich, con cui la squadra chiuse il torneo al sedicesimo posto. Nel 2007-2008, dopo sole due vittorie fino a metà ottobre, la dirigenza e Grant si separarono consensualmente dopo la sconfitta per 1-0 in casa del QPR. Arrivò dunque Glenn Roeder, che risollevò una squadra che si trovava appena cinque punti sopra l'ultima in classifica portandola a metà della graduatoria e ottenendo la salvezza grazie alla vittoria per 3-0 contro il QPR alla penultima giornata.

### Retrocessione in terza serie, risalita in Premier e annate saliscendi (2009-oggi)
Roeder fu esonerato il 18 gennaio 2009 dopo una prima parte di campionato deludente. Gli subentrò Bryan Gunn, che non riuscì a evitare la retrocessione in League One, giunta a causa del 4-2 subito in casa del già retrocesso Charlton. All'ultima giornata il Norwich perse poi per 1-7 in casa contro il Colchester Utd, rivale dell'Inghilterra orientale, patendo la sconfitta casalinga più pesante della propria storia (fu battuto un record risalente al 1946). Nel corso dell'incontro due tifosi dei canarini entrarono in campo dopo appena 22 minuti di gioco, con la squadra di casa già in svantaggio per 0-4, e strapparono platealmente i propri abbonamenti stagionali. Gunn fu esonerato sei giorni dopo.
Per la stagione seguente la risalita fu affidata a Paul Lambert, che riuscì nell'impresa di riportare subito il Norwich in seconda serie vincendo il campionato di League One, grazie anche a una striscia di imbattibilità di 16 partite consecutive. Nell'annata seguente la squadra fece ancora meglio, conseguendo la promozione in Premier League grazie al secondo posto dietro il QPR, assicurato con una giornata di anticipo mediante la vittoria contro il Portsmouth. I canarini, che in stagione vinsero due derby su due contro l'Ipswich Town, furono la prima squadra inglese dopo il Manchester City (nel 2000) a compiere il doppio salto dalla terza alla prima serie nel giro di due sole stagioni.
La stagione 2011-2012, la prima in massima serie dopo sei anni, si chiuse con un ottimo dodicesimo posto, ma Lambert si dimise a salvezza conseguita per accasarsi all'Aston Villa. Al suo posto fu chiamato Chris Hughton, che esordì con una sconfitta per 5-0 in casa del Fulham, cui fece seguito un periodo di risultati negativi, con sei partite senza successi. Nelle successive dieci partite, tuttavia, il club rimase imbattuto, fatto senza precedenti per la squadra nella massima divisione. Nel gennaio 2013 l'eliminazione in casa contro il Luton Town (0-1) fece dei canarini la prima compagine di massima serie sconfitta in una partita di FA Cup da una squadra non facente parte della lega in 24 anni. Grazie a due vittorie nelle ultime due giornate di campionato il Norwich si salvò, riuscendo a issarsi all'undicesimo posto in campionato. Di tutt'altro tenore fu, invece, l'annata 2013-2014, segnata da risultati pessimi e dall'avvicendamento in panchina tra Hughton e l'ex calciatore dei canarini Neil Adams, qualche giorno prima della retrocessione aritmetica della squadra.
Dopo una mediocre prima parte di stagione in seconda serie, nel 2014-2015 Adams si dimise per fare spazio al 33enne Alex Neil, insediatosi nel gennaio 2015, secondo allenatore più giovane di sempre in Football League. Il nuovo tecnico rinvigorì la squadra, che dopo aver fallito per poco la promozione diretta in Premier League riuscì a ottenerla vincendo la finale dei play-off per 2-0 a Wembley contro il Middlesbrough.
Nel 2015-2016 la presidenza passò ad Ed Balls. La squadra gialloverde, tornata in Premier League, non riuscì ad evitare una nuova retrocessione in Championship, divenuta aritmetica alla penultima giornata malgrado la vittoria per 4-2 in casa contro il Watford.
Tornato in Championship, nel 2016-2017 il Norwich partì bene, tanto che a metà ottobre stazionava in vetta alla graduatoria, ma non fu in grado di riguadagnare il posto in massima serie a causa di una successiva crisi di risultati (tra cui cinque sconfitte consecutive) che fecero precipitare la squadra al dodicesimo posto. Neil lasciò la panchina dei canarini nel marzo 2017 e fu sostituito dal traghettatore Alan Irvine, che portò il Norwich all'ottavo posto finale. Fu il tedesco Daniel Farke, primo tecnico straniero in 114 anni di storia del club, a raccogliere il testimone di Irvine. Malgrado il cambio di stile di gioco, più veloce e fluido, la squadra concluse il 2017-2018 al quattordicesimo posto, dopo essersi privata di Alex Pritchard, pedina-chiave, a gennaio e del prezioso centrocampista James Maddison, ceduto al Leicester City per una cifra record nella storia del club. La stagione 2018-2019 iniziò male, con la squadra appena sopra la zona retrocessione, ma Farke, grazie ai gol dell'attaccante finlandese Teemu Pukki, prelevato a parametro zero dal Brøndby, e a un nugolo di giovani provenienti dal vivaio del club come Max Aarons, Jamal Lewis e Ben Godfrey, ha conseguito la promozione in Premier League, la quarta in quindici anni, con una giornata di anticipo rispetto alla fine del torneo, chiuso al primo posto.
Nel 2019-2020 i Canaries stazionarono stabilmente in fondo alla classifica, fino a subire la retrocessione in Championship già alla quartultima giornata, avendo perso le ultime dieci partite del torneo. La risalita in Premier League fu immediata: il Norwich si assicurò il salto di categoria vincendo il campionato cadetto 2020-2021 con quattro giornate di anticipo. La stagione 2021-2022 vede i Canaries, incagliati nei bassifondi della graduatoria, retrocedere in Championship per la seconda volta nell'ultimo triennio, nonostante l'avvicendamento tra Daniel Farke e Dean Smith. Due anni dopo la squadra viene eliminata nella semifinale dei play-off per la promozione in massima serie.

## Colori e simboli

Gonfalone della città di Norwich.

Il soprannome dei calciatori e dei tifosi del Norwich City è The Canaries ("i canarini"), nomignolo che ha influenzato i colori e lo stemma della squadra. In origine il soprannome del Norwich era Citizens o, nella forma abbreviata, Cits ("cittadini") e la squadra giocava in tenuta blu con maniche bianche, con il blu "a volte sulla manica sinistra e a volte sulla destra". Il primo legame tra il club e i canarini risale a un'intervista registrata da Eastern Daily Press con il neo-tecnico John Bowman nell'aprile 1905. La squadra continuò a giocare in divisa blu per altri due anni, ma in realtà il collegamento tra la città di Norwich e i canarini affonda le sue radici al XV e al XVI secolo, quando li introdussero in Inghilterra i tessitori fiamminghi, che avevano importato questi uccelli nei Paesi Bassi dalle colonie caraibiche. Nel febbraio 1907 il soprannome "canarini" era già invalso nell'uso, tanto che la partita di FA Cup contro West Bromwich Albion (il cui soprannome era The Throstles, "i tordi") era stato etichettato come "la partita degli uccelli"
Nella stagione seguente, per tenere fede al soprannome, il Norwich giocò per la prima volta vestendo il verde e il giallo. Un giornale scrisse: "i Cits sono morti, ma i Canaries sono molto vivi". Sono in realtà molti i club inglesi che hanno adottato come emblema un uccello, che simboleggia agilità e destrezza sul campo da gioco.
Mentre la prima maglia del Norwich ha sempre visto i colori giallo e verde, i colori usati in trasferta sono stati i più vari nel corso degli anni. Basti pensare che nella stagione 2012-2013 la squadra in trasferta adottò maglia e pantaloncini neri.
Nel 1922 fu introdotto uno stemma recante un canarino. L'attuale emblema consiste in un canarino che riposa su un pallone da calcio e una versione stilizzata del gonfalone cittadino di Norwich nell'angolo in alto a sinistra. Nel 2002, per il centenario del club, fu disegnato uno speciale logo recante due canarini e uno striscione che celebrava i cento anni dalla fondazione della squadra.

## Società

### Sponsor
| Stagione  | Sponsor                                   |
| --------- | ----------------------------------------- |
| 1983-1986 | Poll Withey                               |
| 1986-1989 | Foster's Lager                            |
| 1989-1992 | Asics                                     |
| 1992-1997 | Norwich and Peterborough Building Society |
| 1997-2001 | Colman's                                  |
| 2001-2003 | Digital Phone Company                     |
| 2003-2006 | Proton Cars/Lotus Cars                    |
| 2006-2008 | Flybe                                     |
| 2008-     | Norwich Union/Aviva                       |
| 2017-2019 | LeoVegas                                  |
| 2019-2021 | Dafabet                                   |
| 2021-     | Lotus                                     |

### Settore giovanile
Così come numerose altre squadre inglesi, il settore giovanile del Norwich è organizzato in più squadre, divise l'una dall'altra in base all'età dei giovani tesserati: il primo livello è rappresentato dall'Under-12, mentre le due squadre maggiori, l'Under-18 e l'Under-23, competono nei rispettivi campionati nazionali di categoria, dove sfidano i pari età delle altre società della Premier League e/o della Championship.
La società ha investito con convinzione nel proprio vivaio durante tutti gli anni 2010: in particolare, il notevole successo di una raccolta fondi (The Canaries Bond) lanciata nel marzo del 2018, grazie a cui il club ha ricevuto cinque milioni di sterline (pari a quasi sei milioni di euro) in donazioni da parte dei tifosi e di investitori privati, ha permesso di realizzare strutture di allenamento meglio equipaggiate e più moderne per le squadre giovanili.
Pur non vantando una tradizione simile a quella di altre società più blasonate, a partire dagli anni 2000 in poi il vivaio dei Canarini ha fornito a diversi giocatori le basi di partenza per una carriera nel calcio professionistico. Alcuni di loro sono arrivati a giocare ai massimi livelli del campionato inglese, ma anche a rappresentare le proprie nazionali maggiori: è il caso di Jamal Lewis, Ben Godfrey, Adam Idah e Andrew Omobamidele.
Todd Cantwell e Max Aarons sono diventati in pochi anni simboli del club, avendo entrambi superato le 100 presenze in maglia giallo-verde. Sia Cantwell, sia Aarons hanno anche rappresentato l'Inghilterra a diversi livelli giovanili, così come Jed Steer, i gemelli Jacob e Josh Murphy, Harry Toffolo e Angus Gunn. Altri prodotti degni di nota del vivaio del Norwich sono Korey Smith, Tom Adeyemi, Cameron McGeehan e Remi Matthews.

## Allenatori
| Nome                       | Naz                                          | Dal                                | Al                              | Trofei                                                                 |
| -------------------------- | -------------------------------------------- | ---------------------------------- | ------------------------------- | ---------------------------------------------------------------------- |
| John Bowman                | Inghilterra (bandiera)                       | 1º agosto 1905                     | 31 luglio 1907                  | 0                                                                      |
| James McEwen               | Scozia (bandiera)                            | 1º agosto 1907                     | 31 maggio 1908                  | 0                                                                      |
| Arthur Turner              | Inghilterra (bandiera)                       | 1º agosto 1909                     | 31 maggio 1910                  | 0                                                                      |
| Bert Stansfield            | Inghilterra (bandiera)                       | 1º agosto 1910 1º marzo 1926       | 31 maggio 1915 1º novembre 1926 | 0                                                                      |
| Major Frank Buckley        | Inghilterra (bandiera)                       | 1º agosto 1919                     | 1º luglio 1920                  | 0                                                                      |
| Charles O'Hagan            | Inghilterra (bandiera)                       | 1º luglio 1920                     | 1º gennaio 1921                 | 0                                                                      |
| Albert Gosnell             | Inghilterra (bandiera)                       | 1º gennaio 1921                    | 28 febbraio 1926                | 0                                                                      |
| Cecil Potter               | Inghilterra (bandiera)                       | 1º novembre 1926                   | 1º gennaio 1929                 | 0                                                                      |
| James Kerr                 | Inghilterra (bandiera)                       | 1º aprile 1929                     | 28 febbraio 1933                | 0                                                                      |
| Tom Parker                 | Inghilterra (bandiera)                       | 1º marzo 1933 1º maggio 1955       | 1º febbraio 1937 31 marzo 1957  | Vincitore Football League One 1933-1934                                |
| Bob Young                  | Inghilterra (bandiera)                       | 1º febbraio 1937 1º settembre 1939 | 31 dicembre 1938 31 maggio 1946 | 0                                                                      |
| Jimmy Jewell               | Inghilterra (bandiera)                       | 1º gennaio 1939                    | 1º settembre 1939               | 0                                                                      |
| Duggie Lochhead            | Scozia (bandiera)                            | 1º dicembre 1945                   | 1º marzo 1950                   | 0                                                                      |
| Cyril Spiers               | Inghilterra (bandiera)                       | 1º giugno 1946                     | 1º dicembre 1947                | 0                                                                      |
| Norman Low                 | Scozia (bandiera)                            | 1º maggio 1950                     | 30 aprile 1955                  | 0                                                                      |
| Archie Macaulay            | Scozia (bandiera)                            | 1º aprile 1957                     | 1º ottobre 1961                 | 0                                                                      |
| Willie Reid                | Scozia (bandiera)                            | 1º dicembre 1961                   | 1º maggio 1962                  | Coppa di Lega Inglese: 1 1961-62                                       |
| George Swindin             | Inghilterra (bandiera)                       | 1º maggio 1962                     | 30 novembre 1962                | 0                                                                      |
| Ron Ashman                 | Inghilterra (bandiera)                       | 1º dicembre 1962                   | 31 maggio 1966                  | 0                                                                      |
| Lol Morgan                 | Inghilterra (bandiera)                       | 1º giugno 1966                     | 1º maggio 1969                  | 0                                                                      |
| Ron Saunders               | Inghilterra (bandiera)                       | 1º luglio 1969                     | 16 novembre 1973                | Vincitore Second Division 1971-72                                      |
| John Bond                  | Inghilterra (bandiera)                       | 27 novembre 1973                   | 31 ottobre 1980                 | Finalista Coppa di Lega inglese nel 1972-73 e 1974-75                  |
| Ken Brown                  | Inghilterra (bandiera)                       | 1º novembre 1980                   | 9 novembre 1987                 | Vincitore Second Division 1985-1986 Coppa di Lega inglese: 1 1985-1986 |
| Dave Stringer              | Inghilterra (bandiera)                       | 9 novembre 1987                    | 1º maggio 1992                  | 0                                                                      |
| Mike Walker                | Galles (bandiera)                            | 1º giugno 1992 21 giugno 1996      | 6 gennaio 1994 30 aprile 1998   | 0                                                                      |
| John Deehan                | Inghilterra (bandiera)                       | 12 gennaio 1994                    | 31 luglio 1995                  | 0                                                                      |
| Martin O'Neill             | Irlanda del Nord (bandiera)                  | Agosto, 1995                       | Dicembre, 1995                  | 0                                                                      |
| Gary Megson                | Inghilterra (bandiera)                       | Dicembre, 1995                     | 21 giugno 1996                  | 0                                                                      |
| Bruce Rioch                | Scozia (bandiera)                            | 12 giugno 1998                     | 13 marzo 2000                   | 0                                                                      |
| Bryan Hamilton             | Irlanda del Nord (bandiera)                  | 5 aprile 2000                      | 4 dicembre 2000                 | 0                                                                      |
| Nigel Worthington          | Irlanda del Nord (bandiera)                  | 4 dicembre 2000                    | 2 ottobre 2006                  | Vincitore First Division 2003-2004                                     |
| Peter Grant                | Scozia (bandiera)                            | 13 ottobre 2006                    | 9 ottobre 2007                  | 0                                                                      |
| Glenn Roeder               | Inghilterra (bandiera)                       | 30 ottobre 2007                    | 14 gennaio 2009                 | 0                                                                      |
| Bryan Gunn                 | Scozia (bandiera)                            | 16 gennaio 2009                    | 13 agosto 2009                  | 0                                                                      |
| Paul Lambert               | Scozia (bandiera)                            | 18 agosto 2009                     | 31 maggio 2012                  | Vincitore Football League One 2009-2010                                |
| Chris Hughton              | Irlanda (bandiera)                           | 7 giugno 2012                      | 7 aprile 2014                   | 0                                                                      |
| Neil Adams                 | Inghilterra (bandiera)                       | 7 aprile 2014                      | 5 gennaio 2015                  | 0                                                                      |
| Alex Neil                  | Scozia (bandiera)                            | 9 gennaio 2015                     | 10 marzo 2017                   | 0                                                                      |
| Daniel Farke               | Germania (bandiera)                          | 25 maggio 2017                     | 6 novembre 2021                 | Vincitore Championship 2018-2019 e Championship 2020-2021              |
| Dean Smith                 | Inghilterra (bandiera)                       | 15 novembre 2021                   | 27 dicembre 2022                | 0                                                                      |
| David Wagner               | Germania (bandiera) · Stati Uniti (bandiera) | 6 gennaio 2023                     | 17 maggio 2024                  | 0                                                                      |
| Johannes Hoff Thorup       | Danimarca (bandiera)                         | 30 maggio 2024                     | 22 aprile 2025                  | 0                                                                      |
| Jack Wilshere (ad interim) | Inghilterra (bandiera)                       | 22 aprile 2025                     |                                 | 0                                                                      |

## Palmarès

### Competizioni nazionali
- Coppa di Lega inglese: 2

1961-1962, 1984-1985
- Campionato inglese di seconda divisione: 5

1971-1972, 1985-1986, 2003-2004, 2018-2019, 2020-2021
- Third Division South: 1

1933-1934
- Football League One: 1

2009-2010

### Competizioni regionali
- Norfolk Senior Cup: 8

1919-1920, 1934-1935, 1958-1959, 1959-1960, 1985-1986, 1987-1988, 1988-1989, 2012-2013

### Competizioni giovanili
- FA Youth Cup: 2

1982-1983, 2012-2013
- Milk Cup: 3

1991 (Under-14), 1992 (Under-14), 2001 (Under-14)

## Statistiche e record

### Partecipazione ai campionati
| Livello | Categoria       | Partecipazioni | Debutto   | Ultima stagione | Totale |
| ------- | --------------- | -------------- | --------- | --------------- | ------ |
| 1º      | First Division  | 17             | 1972-1973 | 1991-1992       | 28     |
| 1º      | Premier League  | 11             | 1992-1993 | 2021-2022       | 28     |
| 2º      | Second Division | 20             | 1934-1935 | 1985-1986       | 43     |
| 2º      | First Division  | 9              | 1995-1996 | 2003-2004       | 43     |
| 2º      | Championship    | 14             | 2005-2006 | 2025-2026       | 43     |
| 3º      | Third Division  | 28             | 1920-1921 | 1959-1960       | 29     |
| 3º      | League One      | 1              | 2009-2010 | 2009-2010       | 29     |

### Statistiche nelle competizioni UEFA
Tabella aggiornata alla stagione 2022-2023.
| Competizione | Trofeo | Debutto   | Ultima stagione | Miglior risultato | Partecipazioni | G | V | N | P | RF | RS |
| ------------ | ------ | --------- | --------------- | ----------------- | -------------- | - | - | - | - | -- | -- |
| Coppa UEFA   |        | 1993-1994 | 1993-1994       | Terzo turno       | 1              | 6 | 2 | 2 | 2 | 6  | 4  |

### Statistiche individuali
Dati aggiornati al 18 giugno 2022.
| Primato di presenze - 673 Kevin Keelan (1963-1980) - 662 Ronald Ashman (1947-1963) - 358 Adam Drury (2001-2012) - 352 Wes Hoolahan (2008-2018) - 349 Craig Fleming (1997-2006) - 309 Russell Martin (2009-2018) - 273 Iwan Roberts (1997-2004) - 265 Darel Russell (1997-2003, 2007-2010) - 263 Alexander Tettey (2012-2021) - 243 Noel Kinsey (1947-1953) | Primato di reti - 132 Johnny Gavin (1948-1954) - 127 Terry Allcock (1958-1969) - 97 Iwan Roberts (1997-2004) - 88 Teemu Pukki (2018-2023) - 78 Grant Holt (2009-2013) - 72 Ralph Hunt (1955-1958) - 71 John Deehan (1981-1986) - 69 Les Eyre (1946-1951) - 66 Jimmy Hill (1959-1963) - 65 Noel Kinsey (1947-1953) |

### Record
Kevin Keelan detiene il record di presenze con il Norwich, di cui ha vestito la maglia in 673 partite dal 1963 al 1980. Ralph Hunt detiene il record di gol in una stagione, avendo realizzato 31 reti nel 1955-1956 in Division Three (South), mentre il record assoluto di gol con il Norwich è di Johnny Gavin, autore di 132 marcature con i "canarini" dal 1948 al 1955. Mark Bowen è il giocatore del Norwich con più presenze in nazionale, avendo disputato 35 partite con il Galles.
La vittoria più larga del Norwich in campionato è quella ottenuta contro il Coventry City in Division Three (South), battuto per 10-2 nel 1930. La sconfitta più larga del Norwich in campionato risale al 1908, quando il club fu sconfitto dallo Swindon Town per 10-2 in Southern Football League.
Il record di affluenza casalinga del Norwich è di 43 984 spettatori, per la partita di sesto turno di FA Cup contro il Leicester City del 30 marzo 1963. A causa delle limitazioni imposte dalla federazione per gli stadi dotati di soli posti a sedere, è molto probabile che questo record non sarà battuto in futuro.
La cifra più alta pagata per acquisire un giocatore del Norwich è 22 milioni di sterline, quelli versati dal Leicester City per acquisire James Maddison nel giugno 2018. Il trasferimento più costoso in ingresso è invece quello di Ricky van Wolfswinkel, prelevato dallo Sporting Lisbona per 8,5 milioni di sterline dallo Sporting Lisbona nel 2013. Questo trasferimento fu uguagliato, in termini di costo, da Steven Naismith, prelevato dall'Everton nel gennaio 2016.
Il miglior piazzamento del Norwich in campionato è il terzo posto nella FA Premier League 1992-1993, mentre il miglior piazzamento in FA Cup è la semifinale, raggiunta per tre volte, l'ultima delle quali nel 1991-1992. La stagione 2021-22 sarà la ventisettesima della storia del club nella massima serie inglese.
Il Norwich ha partecipato una volta alle coppe europee, quando ha raggiunto il terzo turno della Coppa UEFA 1993-1994, dove fu eliminato dall'Inter. Nel turno precedente aveva eliminato il Bayern Monaco battendolo per 2-1 all'Olimpico di Monaco di Baviera (unica squadra inglese a vincere in quello stadio) e pareggiando per 1-1 in casa.

## Organico

### Rosa 2025-2026
Rosa aggiornata al 4 agosto 2025.
| N. |                        | Ruolo | Calciatore              |
| -- | ---------------------- | ----- | ----------------------- |
| 1  | Scozia (bandiera)      | P     | Angus Gunn              |
| 3  | Inghilterra (bandiera) | D     | Jack Stacey             |
| 4  | Irlanda (bandiera)     | D     | Shane Duffy             |
| 5  | Scozia (bandiera)      | D     | Grant Hanley (capitano) |
| 6  | Inghilterra (bandiera) | D     | Callum Doyle            |
| 7  | Spagna (bandiera)      | C     | Borja Sainz             |
| 8  | Inghilterra (bandiera) | C     | Liam Gibbs              |
| 9  | Stati Uniti (bandiera) | A     | Josh Sargent            |
| 10 | Inghilterra (bandiera) | A     | Ashley Barnes           |
| 11 | Danimarca (bandiera)   | A     | Emiliano Marcondes      |
| 12 | Inghilterra (bandiera) | P     | George Long             |
| 14 | Inghilterra (bandiera) | D     | Ben Chrisene            |
| 17 | Croazia (bandiera)     | A     | Ante Crnac              |
| 18 | Ghana (bandiera)       | C     | Forson Amankwah         |
| 19 | Danimarca (bandiera)   | C     | Jakob Sørensen          |

| N. |                        | Ruolo | Calciatore         |
| -- | ---------------------- | ----- | ------------------ |
| 20 | Tunisia (bandiera)     | C     | Anis Ben Slimane   |
| 21 | Galles (bandiera)      | C     | Kaide Gordon       |
| 22 | Serbia (bandiera)      | C     | Mirko Topić        |
| 23 | Scozia (bandiera)      | C     | Kenny McLean       |
| 25 | Cuba (bandiera)        | C     | Onel Hernández     |
| 26 | Cile (bandiera)        | C     | Marcelino Núñez    |
| 29 | Inghilterra (bandiera) | C     | Adam Forshaw       |
| 33 | Panama (bandiera)      | D     | José Córdoba       |
| 35 | Inghilterra (bandiera) | D     | Kellen Fisher      |
| 37 | Scozia (bandiera)      | P     | Archie Mair        |
| 40 | Inghilterra (bandiera) | C     | Brad Hills         |
| 41 | Scozia (bandiera)      | C     | Gabe Forsyth       |
| 42 | Irlanda (bandiera)     | C     | Tony Springett     |
| 45 | Stati Uniti (bandiera) | D     | Jonathan Tomkinson |
| 50 | Inghilterra (bandiera) | D     | Jaden Warner       |